# Denkmalgeschützte Objekte im Bezirk Vöcklabruck
Im Bezirk Vöcklabruck bestehen 334 denkmalgeschützte Objekte. Die unten angeführte Liste führt zu den Gemeindelisten und gibt die Anzahl der Objekte an.
| Gemeindeliste               | Objektanzahl |
| --------------------------- | ------------ |
| Ampflwang im Hausruckwald   | 3            |
| Attersee am Attersee        | 15           |
| Attnang-Puchheim            | 12           |
| Atzbach                     | 7            |
| Aurach am Hongar            | 3            |
| Berg im Attergau            | 2            |
| Desselbrunn                 | 5            |
| Fornach                     | 1            |
| Frankenburg am Hausruck     | 9            |
| Frankenmarkt                | 12           |
| Gampern                     | 4            |
| Innerschwand am Mondsee     | 3            |
| Lenzing an der Ager         | 3            |
| Manning                     | 0            |
| Mondsee                     | 28           |
| Neukirchen an der Vöckla    | 4            |
| Niederthalheim              | 5            |
| Nußdorf am Attersee         | 3            |
| Oberhofen am Irrsee         | 7            |
| Oberndorf bei Schwanenstadt | 0            |
| Oberwang                    | 3            |
| Ottnang am Hausruck         | 8            |
| Pfaffing                    | 3            |
| Pilsbach                    | 0            |
| Pitzenberg                  | 2            |
| Pöndorf                     | 2            |
| Puchkirchen am Trattberg    | 3            |
| Pühret                      | 0            |
| Redleiten                   | 0            |
| Redlham                     | 0            |
| Regau                       | 7            |
| Rüstorf                     | 2            |
| Rutzenham                   | 1            |
| Schlatt                     | 2            |
| Schörfling am Attersee      | 16           |
| Schwanenstadt               | 14           |
| Seewalchen am Attersee      | 20           |
| St. Georgen im Attergau     | 18           |
| St. Lorenz                  | 1            |
| Steinbach am Attersee       | 6            |
| Straß                       | 1            |
| Tiefgraben                  | 6            |
| Timelkam                    | 18           |
| Ungenach                    | 2            |
| Unterach am Attersee        | 7            |
| Vöcklabruck                 | 37           |
| Vöcklamarkt                 | 12           |
| Weißenkirchen im Attergau   | 1            |
| Weyregg am Attersee         | 6            |
| Wolfsegg am Hausruck        | 2            |
| Zell am Moos                | 6            |
| Zell am Pettenfirst         | 2            |